# Dąbie (gmina Secemin)
Dąbie – wieś sołecka w Polsce położona w województwie świętokrzyskim, w powiecie włoszczowskim, w gminie Secemin.
W latach 1975–1998 miejscowość należała administracyjnie do województwa częstochowskiego.

## Części wsi
| SIMC    | Nazwa     | Rodzaj     |
| ------- | --------- | ---------- |
| 0145359 | Cegielnia | przysiółek |

## Historia
Wieś Wspomniana w dokumentach z 1376 r. jako „de Dape”, w 1381 r. „Dabbe” po czym „Demba” w roku 1569. Nazwa Dąbie pojawia się w roku 1839.

W drugiej połowie XIX wieku Dąbie stanowiły wieś w ówczesnym powiecie częstochowskim, gminie Secemin, 7 km na południowy wschód od Koniecpola.